# Liliana A. Cassa
Liliana Ángela Cassá de Pazos (1949 ) es una botánica, y pteridóloga argentina. Desde 1981, ha desarrollado sus actividades académicas en el "Centro de Estudios Farmacológicos y Botánicos", Buenos Aires, del CONICET.
Obtuvo su licenciatura en Ciencias Biológicas en la Universidad Nacional de La Plata.

## Honores
Miembro de
- Sociedad Argentina de Botánica

## Publicaciones
- liliana a. Cassá de Pazos, félix Vidoz, gabriela e. Giudice, juan p. Ramos Gioacosa, maría l. luna, elías r. de la Sota. 2010. Diversidad de helechos y licofitas del Parque Nacional Lago Puelo (Chubut-Argentina). Bol. Soc. Argent. Bot. 45 (3-4): 383-403 ISSN 0373-580 X en línea

- Elías R. de la Sota, Liliana a. Cassá de Pazos. 2001. Two cytotypes and a new hybrid in Salvinia Séguier. Acta INPA, fascículos : 31-4 en línea

- --------------------, Liliana a. Cassá de Pazos, marta m. Ponce. 2000. Grammitidaceae (Pteridophyta) de Argentina y Chile (enlace roto disponible en Internet Archive; véase el historial, la primera versión y la última).. Darwiniana 38 (3-4 ): 299-306

- f.f. Vidoz, Liliana a. Cassá de Pazos, Elías R. de la Sota. 1999. Paso Puelo, Chubut, Argentina: vía de ingreso de helechos valdivianos. Parodiana 11: 43-48

- Elías R. de la Sota, Marta Mónica Ponce, m. Morbelli, Liliana a. Cassá de Pazos. 1987. Chromosome Numbers of Some Ferns from Argentina. American Fern Journal 77 ( 2 ): 66-68

### Capítulos de libros publicados
- Elías R. de la Sota, Marta Mónica Ponce, m. Morbelli, Liliana a. Cassá de Pazos. 1998. Pteridophyta. En: ed. Buenos Aires: Instituto Nacional de Tecnología Agropecuaria p. 1-391

### En Congresos
- Liliana A. Cassá de Pazos, Félix Vidoz, Elías R. de la Sota. 2007. Asplenium monanthes L. (Aspleniaceae): nueva cita para la Flora Patagónica, Parque Nacional Lago Puelo, Chubut, Argentina. II Congreso Latinoamericano de Parques Nacionales y otras Áreas Protegidas, San Carlos de Bariloche, Argentina, octubre de 2007

- -----------------------. 1994. Plasticidad fenotípica en Salvinia. VI Congreso Latinoam. Botánica. Resúmenes. Sesión técnica 220
- La abreviatura «Cassa o Cassá» se emplea para indicar a Liliana A. Cassa como autoridad en la descripción y clasificación científica de los vegetales.[3]